# Pangong Tso
Pangong Tso (eller Pangong søen; Tso: Ladakhi for sø) er en sø i Himalayabjergene i en højde af 4.250 m (13.900 fod). Den er ca. 134 km lang og 5 km bred på det bredeste punkt. Den strækker sig fra Indien til Tibet. To tredjedele af søen ligger i Kina. Om vinteren fryser overfladen fuldstændigt på trods af at den er salt.
Pangong Tso kan nås med en køretur på ca. fem timer fra Leh, det meste af ruten på grusveje i bjergene. Vejen går over det tredjehøjeste pas i verden , Changla pass, hvor en militærpost og et lille tehus tager imod gæsterne. Den spektakulære søbred er åben for gæster i turistsæsonen, fra maj til september. pr. 2007 er en speciel tilladelse påkrævet for at besøge søen. En inder kan få en individuel tilladelse i Leh, mens ikke-indere skal være i en gruppe på mindst fire. Af sikkerhedshensyn er det ikke tilladt at sejle på søen. Der er et lille hostel og teltpladser og huse med primitive gæsteværelser i landsbyen nogle få kilometer mod Tibet.
Søen er i en proces henimod at blev klassificeret under Ramsar-konventionen som et vådområde af international vigtighed. Hvis det vedtages vil søen være det første optagne vådområde i sydasien.

## Flora og fauna
Brakvandet i søen indeholder ingen mikro-vegetation. Der er nogle buske og urter der gor i marsken omkring søen. Sæen er et vigtigt fødekammer for et bredt udsnit af fugle. I området omkring søen lever kiang.